# Голос Узбекистана
«Го́лос Узбекиста́на» (узб. Oʻzbekiston ovozi / Ўзбекистон овози) — республиканская общественно-политическая газета на узбекском и русском языках. С 1991 года является официальным печатным органом Народно-демократической партии Узбекистана.
Газета начала выходить на свет с 21 июня 1918 года в Ташкенте, изначально под названием «Иштирокиюн» (Коммунист), как печатный орган краевого бюро. В 1920 году газета была переименована в «Қизил байроқ» (Красное знамя), через два года, в 1922 году сменила название на «Туркистон» (Туркестан), а в 1924 году, после образования Узбекской ССР стала называться «Қизил Ўзбекистон» (Красный Узбекистан). В 1958 году газета была награждена орденом Трудового Красного Знамени. В 1964 году была переименована в «Совет Ўзбекистони» (Советский Узбекистан). Газета являлась одним из официальных печатных органов ЦК КП Узбекской ССР, наряду с русскоязычной газетой «Правда Востока» и таджикоязычной газетой «Хакикати Узбекистон». В советское время газета выходила ежедневно, тираж газеты доходил до 683 тыс. экземпляров.
После распада СССР и обретения независимости Узбекистаном, 5 марта 1992 года приобрела своё нынешнее название и стала официальным печатным органом Народно-демократической партии Узбекистана, которая до 2004 года являлась правящей партией в парламенте Узбекистана. В 2005 году тираж газеты составлял 10 тысяч экземпляров, и выходила три раза в неделю. С 1992 года издается на узбекском (в основном на узбекской кириллице) и русском языках три раза в неделю, имеет свой официальный сайт uzbekistonovozi.uz Архивная копия от 2 февраля 2019 на Wayback Machine, а также корреспондентов по всей стране

## Главные редакторы
- 1963—1984 — Кариев, Максуд Кариевич